# Бексли-Риверсайд
Бе́ксли-Ри́версайд (англ. Bexley Riverside) — зона, определённая генеральным планом Лондона для потенциального развития, в регионе «Ворот Темзы» на юго-востоке Лондона (Великобритания). В состав района входят четыре города: Бельведер, Эрит, Слейд-Грин и Крейфорд.

## История
Депо Слейд-Грин (с 1899 года) и дорога A206 (с 1922 года) внесли стратегически важный вклад в логистический потенциал Лондона.

## Будущее
Авторы Лондонского плана считают, что район имеет хорошую транспортную доступность и связан с Европой, и отмечают, что жилые районы нуждаются в улучшении экологии, а городские центры имеют возможности для интенсификации и обновления. В Эрите есть охраняемые причалы, и планы будущего развития предусматривают создание интермодальных перевалочных пунктов.
Зона развития Бексли-Риверсайд вносит значительный вклад в стратегию роста Лондонского боро Бексли. В заявлениях, сделанных в 2017 году, говорилось о намерении построить жилую недвижимость объёмом 16 500 квартир и создать 7500 новых рабочих мест во всех четырёх городах. Администрация Большого Лондона требовала минимум 4000 новых квартир и указывала на возможность создания 7000 рабочих мест.